# Homolobus rectinervis
Homolobus rectinervis är en stekelart som beskrevs av Van Achterberg 1979. Homolobus rectinervis ingår i släktet Homolobus och familjen bracksteklar. Inga underarter finns listade i Catalogue of Life.